# Freundschaft über sieben Jahrzehnte
Freundschaft über sieben Jahrzehnte. Rundbriefe deutscher Lehrerinnen 1899–1968 ist der Titel einer Briefsammlung, die 1991 von Heinz Jansen im Fischer Taschenbuch Verlag veröffentlicht wurde. Es handelt sich dabei um Lebenszeugnisse der Absolventinnen des Königlichen Lehrerinnenseminars in Stuttgart, die ihre Ausbildung 1899 abschlossen.

## Geschichte
Kurz vor Abschluss ihrer Ausbildung beschlossen die 26 jungen Frauen, die in den Jahren 1897 bis 1899 am Königlichen Lehrerinnenseminar in Stuttgart auf ihr Examen hingearbeitet hatten, miteinander in Kontakt zu bleiben und regelmäßig Rundbriefe zu versenden. Diese Briefe wurden handschriftlich in ein Buch, das persönlich weitergereicht oder per Post verschickt wurde, eingetragen. Laut den Regularien aus den ersten Jahrzehnten dieses Kontaktes durfte jede Teilnehmerin dieses Buch vierzehn Tage lang behalten; der Turnus ermöglichte es den jungen Frauen in den ersten Jahren, etwa im Jahresrhythmus von ihren Schicksalen zu berichten. Dieses System bewährte sich über Jahrzehnte und wurde erst 1968 aufgegeben, als nur noch wenige der Absolventinnen von 1899 am Leben waren. In den fast sieben Jahrzehnten, in denen die Lehrerinnen ihre Rundbriefe schrieben, füllten sich 14 Bände. Davon blieben die ersten drei, die den Zeitraum von 1899 bis 1908 abdecken, und die letzten vier, die die Jahrzehnte von 1938 bis 1968 umfassen, erhalten; die übrigen wurden im Zweiten Weltkrieg vernichtet.
Die letzte Eintragung verfasste Johanna Jansen, geb. Keller, am 12. Juli 1968. Sie berichtete darin kurz nach ihrem 90. Geburtstag vom Tod ihrer Kollegin Maria Mattes und konstatierte: „Keine von uns drei Übriggebliebenen wollte ihre Nachfolge als »Redakteurin« der Rundbücher übernehmen. Somit schlief nach fast 70 Jahren unsere Chronik ein. Ich werde die Bücher nicht mehr auf die Reise schicken, sondern will den Band 14 mit diesem Brief abschließen. Für wen, warum? Vielleicht für einen Nachkommen, der sich für das Leben und das Schicksal von berufstätigen Frauen vor der Jahrhundertwende interessiert.“ Johanna Jansen lebte noch bis 1982. Die Rundbücher, die sich in ihrem Haushalt befanden, gerieten in Vergessenheit, bis H. Jansen im Nachlass der Mutter wieder auf die alten Dokumente stieß, Interesse fasste und schließlich eine Auswahl dieser Briefe publizierte. Auf der Rückseite dieses Buches wird die Briefsammlung als „einmaliges Dokument, das die ungewöhnlichen und alltäglichen Lebensgeschichten von Pionierinnen der Frauenemanzipation und -berufstätigkeit nachzeichnet“, bezeichnet.
Das Examen, das die jungen Frauen 1899 ablegten, berechtigte zur Anstellung als Lehrerin in den unteren und mittleren Klassen der höheren Mädchenschulen Württembergs, doch die meisten Absolventinnen machten davon zunächst keinen Gebrauch, sondern bildeten sich, oft im Ausland, noch weiter. Viele nahmen zunächst Gouvernantenstellen in verschiedenen Ländern an; vier wurden Ordensfrauen und z. T. in dieser Eigenschaft in Missionsschulen in exotischen Gebieten eingesetzt.
Die Briefsammlung erfuhr keine stürmische Rezeption beim breiten Publikum, wird aber regelmäßig zitiert.
Ein ähnliches System von Rundbriefen entwickelte der Kurs, der 1901 ins Examen ging. Dessen Manuskripte befinden sich heute im Landesarchiv Baden-Württemberg.

## Die Absolventinnen 1899
- Katherina Baumann, später Mater Aquina, wurde sofort nach Abschluss ihrer Ausbildung Klosterfrau und unterrichtete an einer Klosterschule in Tettnang sowie an der Volkshochschule in Tettnang. Sie starb am 4. Oktober 1952.
- Klara Dieterich, später verh. Grünvogel, wurde zunächst Privatlehrerin bei einer Gutsbesitzersfamilie in der Pfalz, ging dann nach Paris und wurde danach Erzieherin bei Baron von Knigge in Westpreußen. 1904 heiratete sie einen Postbeamten; nach 1945 wurde sie wieder im Schuldienst gebraucht. Sie starb am 1. Oktober 1957.
- Erika Mayer, später Mater Hermanna, wurde Klosterfrau und arbeitete zunächst als Lehrerin in Österreich. Schon vor dem Ersten Weltkrieg ging sie nach Japan, wo sie Leiterin des Gymnasiums der Schwestern vom Heiligsten Herzen Jesu wurde und unter anderem Michiko Shōda unterrichtete. Sie war eine Schwester Rupert Mayers. Sie starb 1955.
- Marulla Hesse, eine Schwester Hermann Hesses, war bis 1902 Hauslehrerin bei einem baltischen Baron. Nachdem ihre Mutter gestorben war, vereinnahmte ihr Vater sie als „Sekretärin“. Nach seinem Tod wurde sie Lehrerin an einem evangelischen Töchterinstitut. Nach ihrem Tod am 17. März 1953 schrieb Hermann Hesse einen Nachruf auf sie, der auch in der Briefsammlung abgedruckt ist.
- Martha Entreß, später Mater Hildegunde, arbeitete nach dem Examen erst als Hauslehrerin in Frankreich, dann an einer Klosterschule. Sie wurde Ordensfrau und unterrichtete zeitweise in Kopenhagen und von 1937 bis 1955 in Brasilien, ehe sie ins Mutterhaus ihres Ordens in Liège zog. Sie starb etwa 1970.
- Johanna Hanke, später verh. Iltis, studierte zunächst in Stuttgart weiter, arbeitete dann als Hauslehrerin und Erzieherin und heiratete 1905 einen Dozenten der Universität Straßburg. Sie starb 1945.
- Klara Ißler arbeitete an einer Schule in der Nähe von Frankfurt, wurde dann Erzieherin an einer Anstalt für alleinstehende Mädchen und starb vor dem Ausbruch des Ersten Weltkriegs.
- Johanna Keller, später verh. Jansen, war zunächst Hauslehrerin in England und Frankreich, dann ging sie an eine evangelische Missionsschule in Tunis, deren Leitung sie später übernahm. 1911 heiratete sie einen Witwer, der zwei Söhne hatte und mit dem sie drei weitere Kinder bekam. Sie starb 1982 im Alter von 104 Jahren; in ihrem Nachlass fanden sich die Rundbücher wieder.
- Maria Kleemann arbeitete nach Aufenthalten in Frankreich, Holland und England an einer Höheren Töchterschule in Württemberg. Sie starb 1963.
- Ottilie Krimmel wurde zunächst Privatlehrerin in Frankreich, dann am Katharinenstift in Stuttgart. Während ihres Aufenthalts in Stuttgart studierte sie weiter, ehe sie 1902 Hauslehrerin in Italien bei der Familie Casanova wurde. 1905 kehrte sie nach Stuttgart zurück und übernahm eine Stelle an der Höheren Töchterschule. Sie studierte nun auch noch Biologie und Geologie und wurde Mitglied diverser wissenschaftlicher Vereinigungen. Sie starb nach Angaben H. Jansens 1971, laut anderen Quellen erst 1976.[4] Ottilie Krimmel war eine der Teilnehmerinnen, die sich während des Dritten Reichs skeptisch bis kritisch über Regime und Politik äußerten.
- Berta Stahl, später verh. Kusenberg, unterrichtete zunächst in Stuttgart und studierte nebenbei am Polytechnikum, ehe sie 1903 Hauslehrerin bei Baron von Boeselager auf Schloss Eggermühlen und dann bei einem französischen Grafen wurde. Später unterstützte sie ihren Vater, einen Unternehmer, durch Sekretariatsdienste. Sie starb 1951.
- Ottilie Perrenon, später verh. Langbein, heiratete bald nach dem Examen einen Arzt, der später Präsident der Landesärztekammer Württembergs werden sollte. Sie starb 1964.
- Emma Knies, später verh. Lehner, wurde nach dem Examen Hauslehrerin bei einem Unternehmer und dann bei einem Gutsbesitzer im Kaukasus, danach, weil ihre Eltern dies zu gefährlich fanden, bei einem Gutsbesitzer in Pommern. Sie starb 1954.
- Maria Mattes war viele Jahre lang Erzieherin in Häusern des Hochadels, ehe sie in Stuttgart an der Klosterschule angestellt wurde. Sie starb 1967 oder 1968. Mit der Familie Hobe-Gelting auf Schloss Gelting hielt sie jahrzehntelang Kontakt.
- Clara Wagemann, später verh. Mayer, arbeitete in Stuttgart, wo sie auch weiter studierte. Sie heiratete einen Unternehmer, der während des Ersten Weltkriegs starb, und lebte später mit einer ihrer Töchter zusammen.
- Fanny Fink, später verh. Müller, war bis 1904 Privatlehrerin in Paris und starb während des Ersten Weltkriegs.
- Helene Mollenkopf, später verh. Müller, war bis 1906 Privatlehrerin in Bayern, Belgien und Obernzell, dann arbeitete sie am evangelischen Institut für Höhere Töchter in Korntal. Sie starb 1962.
- Anna Rauscher studierte nach dem Lehrerinnenexamen noch weiter, ging dann als Hauslehrerin nach Paris, England und Schottland und arbeitete unter anderem für Lord Tenant. Später wurde sie Studienprofessorin und Dolmetscherin in Stuttgart. Sie starb 1950.
- Frida Heintzeler, später verh. Reiniger, war bis 1901 in England, studierte dann in Stuttgart weiter und wurde danach Hauslehrerin bei einem Fabrikbesitzer in Süddeutschland, ehe sie heiratete. Sie starb 1961.
- Sofie Riecke war erst Privatlehrerin bei einem Richter, dann arbeitete sie am Königlichen Olgastift in Stuttgart. Sie starb 1941.
- Mathilde Stein, später verh. Römer, arbeitete erst in Westfalen als Hauslehrerin, dann als Lehrerin in Bad Godesberg, und starb 1944.
- Hermine Schmid bildete sich, nachdem ihre Verlobung aufgelöst worden war, an der Universität in Genf weiter und wurde dann Hauslehrerin bei einem Geistlichen in Norddeutschland. Zusammen mit ihrer Schwester leitete sie später einen Hof und ein Sägewerk in Cappel (Öhringen), das sie vor dem Ersten Weltkrieg geerbt hatte. Sie starb 1966.
- Maria Schneider legte auch in Bayern noch Examina ab, nachdem sie in Paris studiert hatte. Danach arbeitete sie als Lehrerin in Ludwigshafen und studierte nebenbei in Heidelberg. Nach dem Zweiten Weltkrieg wurde sie noch im Alter von 70 Jahren als kommissarische Schulleiterin bestellt. Sie starb 1954.
- Martha Schrenk war bis 1905 Hauslehrerin beim Forstbeamten Tein in Hinterriß, danach leitete sie eine evangelische Privatschule. Als sie aus Krankheitsgründen diese Tätigkeit unterbrechen musste, studierte sie in Genf; später war sie wieder Lehrerin. Sie starb während des Zweiten Weltkriegs.
- Agnes Bezold, später verh. Schwarz, war Hauslehrerin bei einem Baron und bei einem Unternehmer, ehe sie einen Hotelier heiratete und 1944 starb.
- Josephine Haaga, später Mater Sidonia, unterrichtete erst in Stuttgart an der Katholischen Höheren Töchterschule und wurde 1902 Ordensfrau. Wenig später wurde sie nach Südafrika versetzt, wo sie um 1970 als Oberin starb.